# Allianz Cup
L'Allianz Cup è un torneo professionistico di tennis giocato su campi in terra rossa. Fa parte dell'ITF Women's Circuit. Si gioca annualmente a Sofia in Bulgaria.

## Albo d'oro

### Singolare
| Anno | Campionessa              | Finalista       | Punteggio      |
| ---- | ------------------------ | --------------- | -------------- |
| 2011 | Sílvia Soler Espinosa    | Romina Oprandi  | 2–6, 6–6, ret. |
| 2012 | Andreea Mitu             | Sharon Fichman  | 6–4, 3–6, 6–3  |
| 2013 | Patricia Mayr-Achleitner | Kristína Kučová | 6–2, 1–6, 6–3  |

### Doppio
| Anno | Campionesse                           | Finaliste                              | Punteggio        |
| ---- | ------------------------------------- | -------------------------------------- | ---------------- |
| 2011 | Nina Bratčikova Darija Jurak          | Alexandra Cadanțu Ioana Raluca Olaru   | 6–4, 7–5         |
| 2012 | Katarzyna Piter Barbara Sobaszkiewicz | Marina Mel'nikova Ioana Raluca Olaru   | 7–5, 6–1         |
| 2013 | Dia Evtimova Viktorija Tomova         | Beatriz García Vidagany Réka-Luca Jani | 6–4, 2–6, [10–6] |